# Jane Long
Jane CS Long é uma cientista americana de energia e clima. Ela foi diretora associada do Laboratório Nacional Lawrence Livermore e é membro da Associação Americana para o Avanço da Ciência.
Long é a cientista contribuinte sénior Kravis e está envolvida com o Fundo de Defesa Ambiental.

## Biografia
Long recebeu o seu diploma de bacharel em engenharia biomédica pela Brown University School of Engineering e o seu mestrado e doutoramento pela Universidade da Califórnia em Berkeley.
De 1997 a 2003, Long actuou como Reitora da Escola Mackay de Ciências da Terra e Engenharia da Universidade de Nevada, Reno.
Long Current trabalha como estratega climática no Conselho de Ciência e Tecnologia da Califórnia.

## Obras
- Long, J. C. S.; Remer, J. S.; Wilson, C. R.; Witherspoon, P. A. (1982). «Porous media equivalents for networks of discontinuous fractures». Water Resources Research (em inglês). 18: 645–658. ISSN 1944-7973. doi:10.1029/WR018i003p00645
- Endo, H. K.; Long, J. C. S.; Wilson, C. R.; Witherspoon, P. A. (1984). «A Model for Investigating Mechanical Transport in Fracture Networks». Water Resources Research (em inglês). 20: 1390–1400. ISSN 1944-7973. doi:10.1029/WR020i010p01390